# Sarcophaga nostalgica
Sarcophaga nostalgica är en tvåvingeart som beskrevs av Andy Z. Lehrer 2000. Sarcophaga nostalgica ingår i släktet Sarcophaga och familjen köttflugor.
Artens utbredningsområde är Tyskland. Inga underarter finns listade i Catalogue of Life.